# Hammour Ziada
Hammour Ziado (in arabo حمور زيادة‎?; Khartum, 1979) è uno scrittore sudanese, attualmente vive al Cairo..
Ha lavorato per giornali come  Al-Akhbar e pubblicato diversi romanzi.

## Premi
- Medaglia Nagib Mahfuz per la Letteratura, 2014
- Premio internazionale di narrativa araba

## Opera
- سيرة أم درمانية، مجموعة قصصية (2008)
- الكونج (2010)
- النوم عند قدمي الجبل  (2014)
- شوق الدرويش (2014)